# Покинтелица, Юрий Иванович
Покинтелица Юрий Иванович (укр. Покiнтелиця Юрій Іванович) — политический деятель самопровозглашённой Донецкой Народной Республики. Депутат Народного Совета Донецкой Народной Республики первого и второго созывов. Мэр Макеевки в 2014—2015 годах.

## Биография
Родился 21 мая 1966 года в Одессе, Украинской ССР. В молодые годы работал в Якутии. Переехал в Макеевку, где прожил более двадцати лет. Разводил собак породы маламут. Занимался боевыми искусствами, имеет чёрный дан.
В 2014 году, после начала войны на Донбассе, по поручению Правительства ДНР и Верховного Совета ДНР был назначен мэром Макеевки.
16 августа 2015 года вступил в силу закон ДНР «О статусе депутата», который запрещал совмещать работу в исполнительной и законодательной власти. В связи с чем часть депутатов сложили полномочия. На политическом совете общественного движения «Донецкая республика» выдвинули новых кандидатов на замену этих депутатов, в том числе и Юрия Покинтелицу. После чего Юрий Иванович оставил должность мэра Макеевки и стал депутатом Народного Совета ДНР, но ещё месяц продолжал исполнять обязанности до новых выборов мэра.
В 2018 году от общественного движения «Донецкая республика» повторно стал депутатом Народного Совета Донецкой Народной Республики. В 2018 году был включен в состав Временной комиссии Народного Совета Донецкой Народной Республики по выявлению фактов причинения ущерба юридическим и физическим лицам в результате противоправной деятельности представителей Министерства доходов и сборов Донецкой Народной Республики. Председатель комитета Народного Совета по природопользованию, экологии, недрам и природным ресурсам.
После вторжения России на Украину, 8 апреля 2022 года, за «действия и политику, которые подрывают территориальную целостность, суверенитет и независимость Украины, и еще больше дестабилизируют Украину» внесён в санкционный список стран Евросоюза. 26 апреля 2022 года включён в санкционный список Канады «за соучастие в продолжающихся нарушениях суверенитета и территориальной целостности Украины со стороны российского режима». Позднее, по аналогичным основаниям, попал под санкции Швейцарии, Великобритании, Украины и Японии.